# Азотные удобрения
Азотные удобрения — неорганические и органические вещества, содержащие азот, которые вносят в почву для повышения урожайности. К минеральным азотным удобрениям относят амидные, аммиачные и нитратные. Азотные удобрения получают главным образом из синтетического аммиака. Из-за высокой мобильности соединений азота, его низкое содержание в почве часто лимитирует (ограничивает) развитие культурных растений, поэтому внесение азотных удобрений вызывает большой положительный эффект.  
Из всех типов удобрений азотные наиболее подвержены воздействию со стороны почвенных микроорганизмов. В первую неделю после внесения до 70 % массы удобрения потребляется бактериями и грибами (иммобилизуются), лишь после их гибели входящий в их состав азот может использоваться растениями. Большие потери азота удобрений происходят из-за выноса легкорастворимых нитратов и солей аммония из почвенного профиля, а также в ходе денитрификации (газообразные потери) и из-за нитрификации (образование нитратов и их вынос). В итоге коэффициент использования удобрений растениями редко достигает 50 %, их применение может приносить вред окружающей среде, например, вызывать эвтрофикацию близлежащих водоёмов. Образующийся в ходе денитрификации N2O является сильным парниковым газом.

## Виды азотных удобрений
- Аммиачные удобрения:
  - Сульфат аммония
  - Хлористый аммоний
  - Карбонат аммония
  - Сульфид аммония
  - Аммофос и диаммофос
- Нитратные удобрения:
  - Натриевая селитра
  - Кальциевая селитра
  - Калиевая селитра
- Аммиачно-нитратные удобрения:
  - Аммиачная селитра
  - Известково-аммиачная-селитра
- Амидные:
  - Мочевина (карбамид)
  - Цианамид кальция

## Производители азотных удобрений
| Компания                       | 2007, тыс. т | 2008, тыс. т | %    |
| ------------------------------ | ------------ | ------------ | ---- |
| Еврохим                        | 1 678        | 1 547        | 22,6 |
| Уралхим                        | 1 104        | 1 121        | 16,3 |
| СИБУР-Минеральные удобрения    | ?            | 888          | 13,0 |
| Акрон                          | 1 106        | 836          | 12,2 |
| ФосАгро                        | 605          | 582          | 8,5  |
| Куйбышевазот                   | 400          | 406          | 5,9  |
| под упр. ОАО «Газпром»         | 962          | 372          | 5,4  |
| Тольяттиазот                   | 383          | ?            | ?    |
| ОАО «Минудобрения», г. Россошь | 347          | 324          | 4,7  |
| прочие                         | 777          | 781          | 11,4 |